# 포르호프

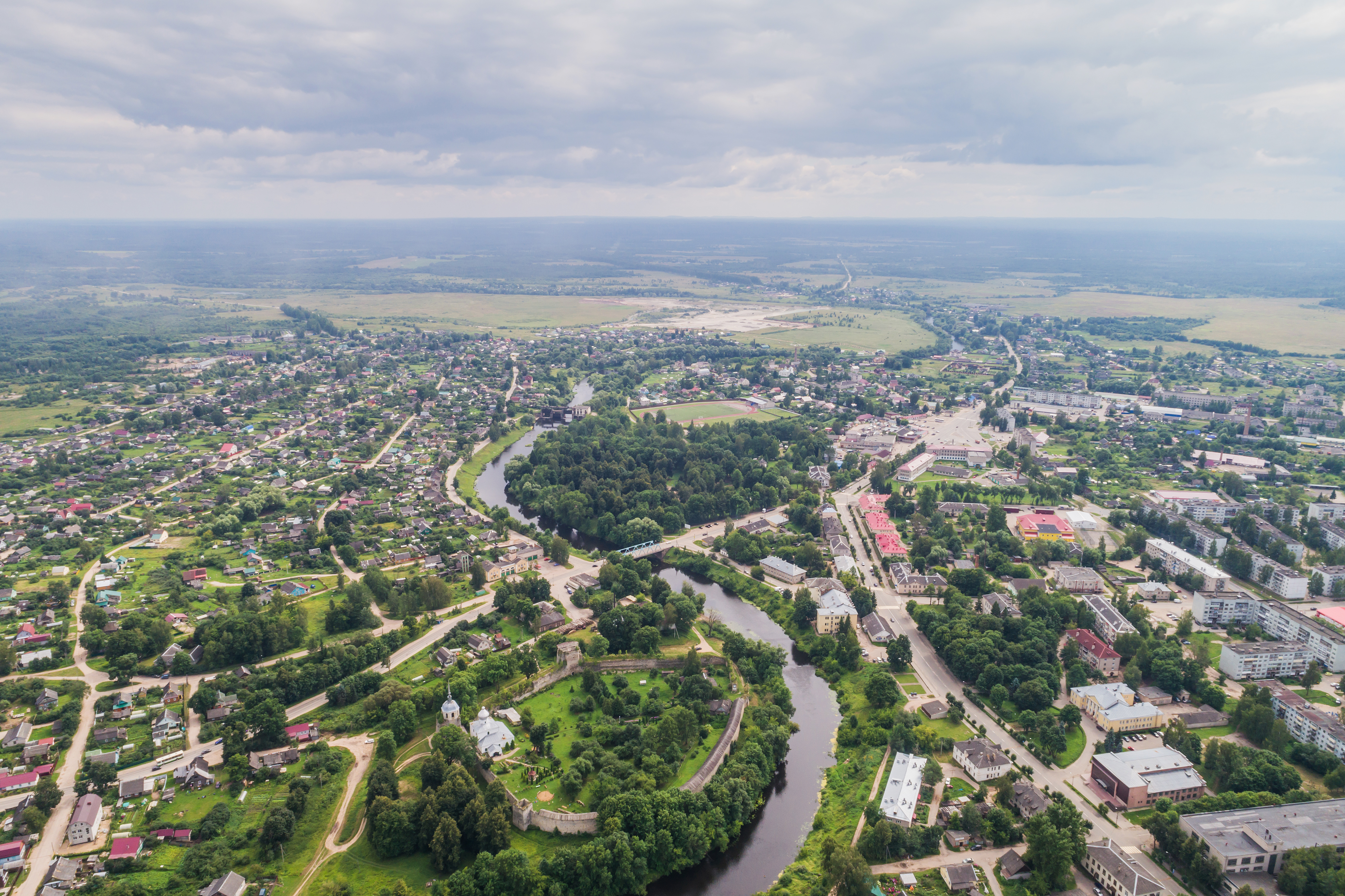

포르호프(러시아어: Порхов)는 프스코프 주의 오래된 요새이자 도시이다. 셸론 강이 흐르고, 동쪽으로 79 km 지점에 프스코프가 위치해 있다.